# Охотское море
Охо́тское море (яп. オホーツク海 Охоцукукай, ительм. Лам‘ин ӄыӽ, нив. Пила ғерӄ, буквально: «Большое море») — море Тихого океана, отделяется от него полуостровом Камчатка, Курильскими островами и островом Хоккайдо. От соседнего Японского моря Тихого океана отделено островом Сахалин. Омывает берега России и Японии. Прежнее название — Камчатское море. Объём воды — 1316 тыс. км³.
Бо́льшая часть акватории Охотского моря вне территориального моря России и Японии относится к исключительной экономической зоне (ИЭЗ) России, за исключением небольшой части, прилегающей к острову Хоккайдо и относящейся к ИЭЗ Японии, а также узкого анклава в центральной части моря, который находится на расстоянии более чем в 200 морских миль от всех берегов. Указанный анклав, полностью окружённый ИЭЗ Российской Федерации, по заявке России и последующему решению Комиссии ООН по границам континентального шельфа от 14 марта 2014 года отнесён к континентальному шельфу России, благодаря чему РФ имеет исключительные права на ресурсы недр и морского дна в этой части (но не на покрывающие воды и воздушное пространство над ними); в СМИ иногда встречаются ошибочные заявления, что Охотское море полностью является внутренними водами России.

## История освоения
В 1639 г. землепроходец Иван Москвитин стал первым русским и первым из европейцев, достигшим Охотского моря, спустившись по реке Улье, что привело к открытию северо-западной части Тихого океана.
В 1647 году  Семен Дежнёв повторил маршрут Ивана Москвитина, пройдя от реки Ульи 100 км на северо-восток до реки Охоты, где в трех верстах от устья основал зимовье, впоследствии выросшее в первый российский порт на Тихом океане - Охотск, от которого получило свое современное название Охотское море, ранее именовавшееся также Камчатским, Тунгусским, Пенжинским и Ламским.
В 1713 году по приказу Петра I губернатор Сибири организовал экспедицию для исследования морского пути на Камчатку через Охотское море. Летом 1716 года отряд казаков под руководством Кузьмы Соколова и Никифора Трески совершил первое успешное плавание из Охотска до Камчатки, достигнув устья реки Тигиль и зазимовав у реки Крутогоровой, а весной 1717 года благополучно вернулся в Охотск. С 1718 года морские путешествия между Охотском и Большерецком стали осуществляться практически ежегодно.
Участники Первой (1725-1730 гг.) и Второй (1733-1743) Сибирско-Тихоокеанских экспедиций под руководством В. Беринга и А. Чирикова провели масштабную работу по описанию берегов Охотского моря, а С.П. Крашенинников, находясь на Камчатке с 1737 по 1741 г., создал выдающееся географическое описание полуострова, которое впоследствии было переведено на три европейских языка.

## Этимология
Название появилось в середине XVIII века. Дано по Охотскому острогу (современный Охотск), который назван по реке Охота (искажённое эвенкское окат — «река»). В XVII—XVIII вв. называлось также Тунгусское (тунгусы — устаревшее название эвенков и эвенов), Ламское (эвенкское ламу, лам — «море»), Камчатское.

## Характеристики
Площадь — 1603 тыс. км². Средняя глубина — 821 м, максимальная глубина — 3916 м.
С геологической точки зрения является «задуговым морем» Курильской островной дуги.
Западная часть моря расположена над пологим продолжением континента и имеет малую глубину. В центре моря расположены впадины Дерюгина и ТИНРО. В восточной части расположена Курильская котловина, в которой глубина максимальна. В зависимости от погоды в зимний период, западная и северная части моря покрыты льдом с октября — декабря по апрель — июнь, а из-за особенностей циркуляции воды в море лед может сохраняться до июля — августа в юго-западном Шантарском заливе. Восточная часть моря не замерзает над Курильской котловиной и вдоль южной части Камчатского полуострова. Побережье на севере сильно изрезано, на северо-востоке Охотского моря расположен самый крупный его залив — залив Шелихова. Из более мелких заливов северной части наиболее известны Ейринейская губа и заливы Шельтинга, Забияка, Бабушкина, Кекурный. На востоке моря западная береговая линия полуострова Камчатка практически лишена заливов. На западе моря восточная  береговая линия материка сильно изрезана, образуя Сахалинский залив и Шантарское море. На юге крупнейшими являются заливы Анива и Терпения, Одесский залив на острове Итуруп. Впадают реки Амур, Охота, Кухтуй. Река Амур приносит около 370 млрд кубометров воды в год, что составляет 65 % стока всех впадающих в море рек.

## Правовой режим
Акваторию Охотского моря составляют внутренние воды, территориальное море и исключительная экономическая зона двух прибрежных государств — России и Японии. По своему международно-правовому статусу Охотское море ближе всего к полузамкнутому морю (ст. 122 Конвенции ООН по морскому праву), поскольку окружено двумя или более государствами и главным образом состоит из территориального моря и исключительной экономической зоны двух государств, но таковым не является, поскольку соединено с остальной частью мирового океана не единственным узким проходом, а рядом проходов. В центральной части моря на расстоянии 200 морских миль от исходных линий в районе с координатами 50°42′ с. ш. — 55°42′ с. ш. и 148°30′в. д. — 150°44′ в. д. имеется вытянутый в меридиональном направлении участок, в англоязычной литературе традиционно именуемый Peanut Hole, который не входит в исключительную экономическую зону и является открытым морем вне юрисдикции России; в частности, любая страна мира имеет здесь право осуществлять лов рыбы и вести иную разрешённую конвенцией ООН по морскому праву деятельность, исключая деятельность на шельфе. Поскольку этот регион является важным элементом для воспроизводства популяции некоторых видов промысловых рыб, правительства некоторых стран прямо запрещают своим судам вести промысел на этом участке моря.
13—14 ноября 2013 г. подкомиссия, созданная в рамках Комиссии ООН по границам континентального шельфа, согласилась с доводами российской делегации в рамках рассмотрения заявки РФ о признании дна упомянутого выше участка открытого моря продолжением российского континентального шельфа. 15 марта 2014 г. 33 сессия Комиссии в 2014 году приняла положительное решение по российской заявке, впервые поданной в 2001 году, и поданной в новой редакции в начале 2013 г., и центральная часть Охотского моря за пределами исключительной экономической зоны РФ была признана континентальным шельфом России. Следовательно, в центральной части другим государствам запрещена добыча «сидячих» биологических ресурсов (например, краба, моллюсков) и разработка недр. На ловлю иных биоресурсов, например, рыбы, ограничения континентального шельфа не распространяются. Рассмотрение заявки по существу стало возможным благодаря позиции Японии, которая официальной нотой от 23 мая 2013 г. подтвердила согласие на рассмотрение Комиссией сути заявки безотносительно решения вопроса Курильских островов.

## Температурный режим и солёность
В холодное время года более половины поверхности моря в течение 6-7 месяцев покрыто льдом. Зимой температура воды у поверхности моря составляет от −1,8 до 2,0 °C, летом температура повышается до 10-18 °C.
Ниже поверхностного слоя, на глубинах около 50—150 метров находится промежуточный холодный слой воды, температура которого не изменяется в течение года и составляет около −1,7 °C.
Поступающие в море через Курильские проливы воды Тихого океана формируют глубинные водные массы с температурой 2,5—2,7 °C (у самого дна — 1,5—1,8 °C). В прибрежных районах со значительным речным стоком вода имеет температуру зимой около 0 °C, летом — 8—15 °C.
Солёность поверхностных морских вод — 32,8—33,8 ‰. Солёность промежуточного слоя — 34,5‰. Глубинные воды имеют солёность 34,3—34,4 ‰. Прибрежные воды имеют солёность менее 30 ‰.
| Горизонт м | Январь | Февраль | Март  | Апрель | Май  | Июнь | Июль | Август | Сентябрь | Октябрь | Ноябрь | Декабрь |
| 0          | 2,37   | 0,34    | -0,44 | 0,05   | 1,27 | 2,08 | 5,26 | 6,04   | 10,0     | 8,12    | 4,47   | 3,08    |
| 10         | 2,38   | 0,32    | -0,42 | 0,10   | 1,30 | 1,68 | 4,48 | 5,47   | 8,20     | 6,76    | 5,03   | 3,09    |
| 20         | 2,37   | 0,33    | -0,23 | 0,10   | 1,14 | 1,47 | 3,57 | 4,07   | 6,31     | 6,45    | 4,56   | 3,09    |
| 50         | 2,50   | 0,86    | -0,09 | 0,25   | 0,38 | 1,10 | 1,70 | 2,16   | 2,42     | 4,17    | 3,48   | 3,06    |
| 100        | 3,06   | 1,01    | 0,29  | 0,50   | 0,12 | 0,98 | 1,30 | 1,53   | 1,90     | 2,53    | 2,46   | 2,66    |
| 200        | 2,25   | 1,46    | 0,60  | 0,70   | 0,72 | 0,94 | 1,16 | 1,41   | 1,13     | 1,68    | 1,44   | 1,59    |
| 400        | 1,71   | 1,21    | 1,25  | 1,10   | 1,23 | 1,01 | 1,11 | 1,28   | 1,44     | 1,49    | 1,39   | 1,15    |

## Флора и фауна
Число видов рыбы в Охотском море большое, её всегда было в изрядном количестве, из-за чего море стало важным промышленным объектом. В наибольшем количестве в Охотском море водятся сельдевые, лосось, минтай и навага. Среди остальных ценных морепродуктов можно также выделить камчатского краба — они достигают огромных размеров и являются деликатесом для человека. Здесь обитают морские ежи, морские звёзды, креветки и крабы, мидии, медузы, кораллы. Камчатский краб — один из самых больших представителей ракообразных в дальневосточных водах. Как и во многих северных водах, в Охотском море можно встретить несколько видов китов, в том числе и редких финвалов, а также самых больших млекопитающих на планете — синих китов. Обитают в водах моря белуха, тюлень и нерпа. Мир птиц разнообразен и многочислен. На островах Охотского моря гнездуются большими колониями чайки, бакланы, чистики, кайры, ипатка, буревестники, гуси и др. Растительность моря: бурые и зелёные водоросли, красные водоросли, ламинария, местами встречаются обильные заросли морской травы — зостеры.

## Хозяйственное использование
Рыболовство (лососёвые, сельдь, минтай, навага и др.), морепродукты (камчатский краб). Добыча углеводородного сырья на шельфе Сахалина. Главные порты: на материке — Магадан, Охотск (портпункт); на острове Сахалин — Корсаков, на Курильских островах — Северо-Курильск.
Море расположено на Охотской субплите, являющейся частью Евразийской плиты. Кора под большей частью Охотского моря континентального типа.

## В культуре
- Двухсерийный австрийский документальный фильм «Дикое море России» (англ. Russia's Wild Sea, 2018) посвящён Охотскому морю.